# Les Patineurs à Longchamp
Les Patineurs à Longchamp, ou plus simplement Les Patineurs, est une peinture à l'huile réalisée en 1868 par le peintre français Auguste Renoir, qui représente le bois de Boulogne en hiver, avec des patineurs.

## Histoire
Comme Monet et d'autres impressionnistes, Renoir travaillait en plein air, peignant dehors sur le motif, mais à l'inverse de Monet, qui peignait dans le froid et la neige, Renoir n'aimait pas le froid. Quelques années plus tard, il déclarait au marchand d'art Ambroise Vollard qu'il détestait le froid. Renoir souffrit d'arthrite rhumatoïde à partir de 1892 au moins, ce qui l'affecta particulièrement à la fin de sa vie.

## Provenance
Ce tableau fait partie de la collection privée de l'homme d'affaires américain William Ingraham Koch qui l'a prêté pour une exposition en 2005 au musée des beaux-arts de Boston. Parmi les propriétaires précédents :
- Ambroise Vollard
- La marquise de Northampton
- Richard L. Feigen & Co.